# Paul Cartuyvels
Marie Guillaume Paul Cartuyvels (Sint-Truiden, 11 september 1872 - aldaar, 27 maart 1940) was een Belgisch politicus en burgemeester voor de Katholieke Partij.

## Biografie
Paul Cartuyvels was de zoon van senator en burgemeester van Sint-Truiden Clément Cartuyvels. Beroepshalve werd hij bankdirecteur, notaris en plaatsvervangend rechter.
In opvolging van zijn vader werd hij politiek actief voor de Katholieke Partij. Voor deze partij werd hij in 1921 verkozen tot gemeenteraadslid van Sint-Truiden, waar hij van 1927 tot 1932 burgemeester was.
Bovendien zetelde hij van 1921 tot 1936 voor het arrondissement Hasselt-Tongeren-Maaseik in de Senaat.
In 1936 werd hij in de Belgische erfelijke adel opgenomen met de persoonlijke titel ridder.